# Lucas Mazzulli
Lucas Nicolás Mazzulli (nacido el 18 de julio de 1984 en Colón, Entre Ríos, Argentina) es un exfutbolista argentino que jugaba de volante defensivo. Su último equipo fue Acassuso de la Primera B Metropolitana. Actualmente se desempeña como ayudante de campo.

## Clubes
| Club             | País      | Año         |
| ---------------- | --------- | ----------- |
| San Miguel       | Argentina | 2002 - 2003 |
| All Boys         | Argentina | 2003 - 2004 |
| Colegiales       | Argentina | 2004 - 2005 |
| Dock Sud         | Argentina | 2005 - 2006 |
| Acassuso         | Argentina | 2006 - 2007 |
| Flandria         | Argentina | 2008 - 2009 |
| Estudiantes (BA) | Argentina | 2009 - 2010 |
| Acassuso         | Argentina | 2010 - 2014 |
| Patronato        | Argentina | 2015 - 2016 |
| Acassuso         | Argentina | 2017        |

## Palmarés
| Título                     | Club      | País      | Año  |
| -------------------------- | --------- | --------- | ---- |
| Ascenso a Primera División | Patronato | Argentina | 2015 |